# Parathelandros
Genre
Parathelandros est un genre de nématodes de la famille des Pharyngodonidae.

## Liste des espèces
Les espèces suivantes composent ce genre :
- Parathelandros allisoni Bursey, Goldberg & Kraus, 2008
- Parathelandros andersoni Moravec, 1990
- Parathelandros australiensis (Johnston & Simpson, 1942)
- Parathelandros carinae Inglis, 1968
- Parathelandros hemidactyli Wang, Zhao, Wang & Zhang, 1979
- Parathelandros johnstoni Inglis, 1968
- Parathelandros limnodynastes (Johnston & Mawson, 1942)
- Parathelandros maini Inglis, 1968
- Parathelandros mastigurus Baylis, 1930
- Parathelandros orientalis Wang, 1980
- Parathelandros propinqua (Johnston & Simpson, 1942)
- Parathelandros texanus Specian & Ubelaker, 1974